# 小泉昇
小泉 昇（こいずみ のぼる）は、日本のアニメーター。

## 人物
動画工房出身。アニメ『ONE PIECE』の初代キャラクターデザイン・作画監督担当。
原作者尾田栄一郎の絵は独特なため、アニメとして描きやすいようにリファインされており、原作の絵柄とは差異が見られる。
劇場版ONE PIECEシリーズでも、『珍獣島のチョッパー王国』『デッドエンドの冒険』『呪われた聖剣』と3作品の作画監督も担当しており、アニメONE PIECEの作画スタッフの中核として活躍した。
しかし、2007年1月を最後に作画監督・原画担当を降板、2009年11月にキャラクターデザインを降板した後、久田和也に後を託した。現在は他の東映アニメーション作品などに参加している。これは、本作の長期化による過労から制作班から離脱した、とのことである（このことは井上栄作がイベントにて話している）。
なお『ONE PIECE』には2016 - 2017年に単発で作画監督・原画として参加している。
妻の泉恭子もアニメーターであり、2人で同じ作品に参加している事も多い。小泉昇の姿はONE PIECEのDVDの特典映像等で見ることが出来る。

## 参加作品

### テレビアニメ
- 青いブリンク（1989年、作画）
- ふしぎの海のナディア（1990年、作画監督）
- お〜い!竜馬（1992年、作画監督・演出）
- ヤダモン（1992年、作画監督）
- BLUE SEED（1994年、原画）
- 十二戦支 爆烈エトレンジャー（1995年、作画監督）
- 天地無用!（1995年、原画）
- 飛べ! イサミ（1995年、原画）
- B'T X（1996年、作画監督・サブキャラクターデザイン）
- こちら葛飾区亀有公園前派出所（1996年、原画）
- ドラゴンボールGT（1996年、作画監督）
- 花より男子（1996年、作画監督）
- 超者ライディーン（1996年、作画監督）
- ドクタースランプ（1997年、原画、作画監督）
- 剣風伝奇ベルセルク（1997年、作画監督）
- ONE PIECE（1999年 - 、キャラクターデザイン[注 1]、作画監督、原画）
  - ONE PIECE 〜ハートオブゴールド〜（2016年、原画）
- ラブ★コン（2007年、原画）
- 金田一少年の事件簿SP 「オペラ座館・最後の殺人」（2007年、原画）
- ゲゲゲの鬼太郎（5作目）（2008年、作画監督）　第41話、第49話、第57話、第66話、第74話、第82話、第89話、第97話
- 怪談レストラン（2009年、作画監督、原画）
- マリー&ガリー ver2.0（2010年、作画監督）
- デジモンクロスウォーズ （2010年、作画監督、原画）
- 聖闘士星矢Ω（2012年、作画監督、原画）
- 暴れん坊力士!!松太郎（2014年、キャラクターデザイン[1]、作画監督）
- ワールドトリガー（2014年、作画監督）
- タイガーマスクW（2016年、作画監督、原画）
- ゲゲゲの鬼太郎 第6期（2018年、作画監督、原画）
- ドラゴンクエスト ダイの大冒険（2021年、作画監督、原画）
- 逃走中 グレートミッション （2023年、原画）

### 劇場版アニメ
- ドラゴンボール 最強への道（1996年、原画）
- （超）劇場版!地獄先生ぬ〜べ〜（1996年、原画）
- 地獄先生ぬ〜べ〜 恐怖の夏休み!! 妖しの海の伝説!（1997年、原画）
- ドクタースランプ アラレのびっくりバーン （1999年、キャラクターデザイン・作画監督）
- それいけ!アンパンマン 勇気の花がひらくとき（1999年、原画）
- こちら葛飾区亀有公園前派出所 THE MOVIE（1999年、原画）
- ONE PIECE（2000年、キャラクターデザイン）
- ONE PIECE 珍獣島のチョッパー王国（2002年、キャラクターデザイン・作画監督）
- ONE PIECE THE MOVIE デッドエンドの冒険（2003年、キャラクターデザイン・作画監督）
- ONE PIECE 呪われた聖剣（2004年、キャラクターデザイン・作画監督）

### OVA
- ジャイアントロボ THE ANIMATION -地球が静止する日4巻（1994年、原画）
- Ninja者（1996年、原画）
- B'T X NEO（1997年、作画監督）